# Hans Schemann
Hans Schemann (* 28. Februar 1936 in Essen) ist ein deutscher Romanist und Sprachwissenschaftler.

## Leben
Von 1957 bis 1964 studierte er in München und Bonn  Romanistik, Philosophie und Geschichte. Er lehrte von 1993 bis 2001 in der Portugiesisch-Brasilianischen Abteilung des Instituts für Übersetzen und Dolmetschen der Universität Heidelberg. Seit seiner Pensionierung ist er Gastprofessor in der Funktion eines Ordinarius an der Universidade do Minho in Braga.

## Schriften (Auswahl)
- Das idiomatische Sprachzeichen. Untersuchung der Idiomatizitätsfaktoren anhand der Analyse portugiesischer Idioms und ihrer deutschen Entsprechungen. Niemeyer, Tübingen 1981, ISBN 3-484-52183-X.
- Die portugiesischen Verbalperiphrasen. Corpus und Analyse. Niemeyer, Tübingen 1983, ISBN 3-484-50189-8.
- Idiomatik und Anthropologie. „Bild“ und „Bedeutung“ in linguistischer, sprachgenetischer und philosophischer Perspektive. Olms, Hildesheim 2000, ISBN 3-487-11101-2.
- „Kontext“ – „Bild“ – „idiomatische Synonymie“. Mit einer Darstellung der Synonymie in der deutschen Idiomatik. Olms, Hildesheim 2003, ISBN 3-487-12510-2.